# Altos de Chavón

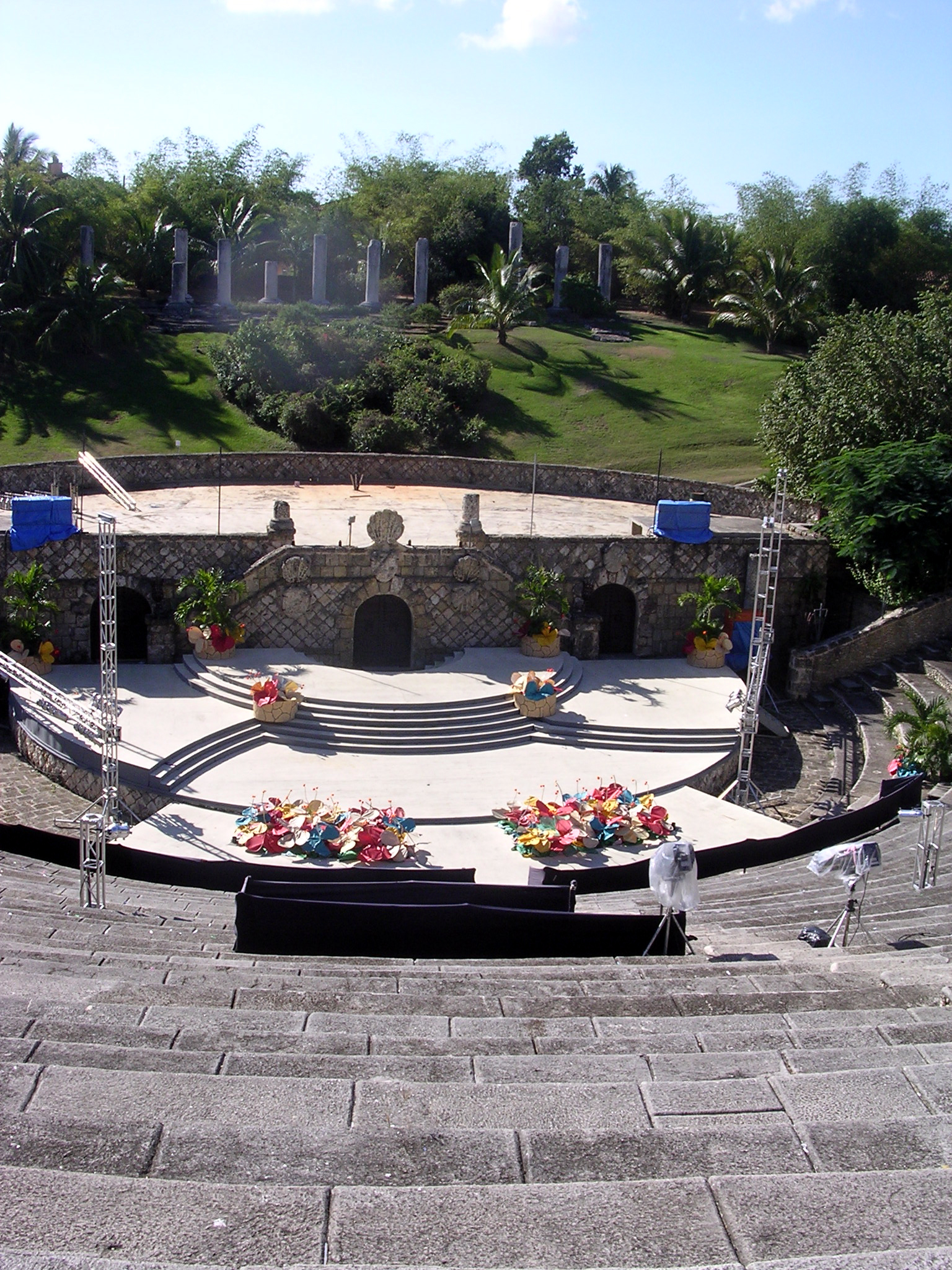
Amfitheater in Altos de Chavón.

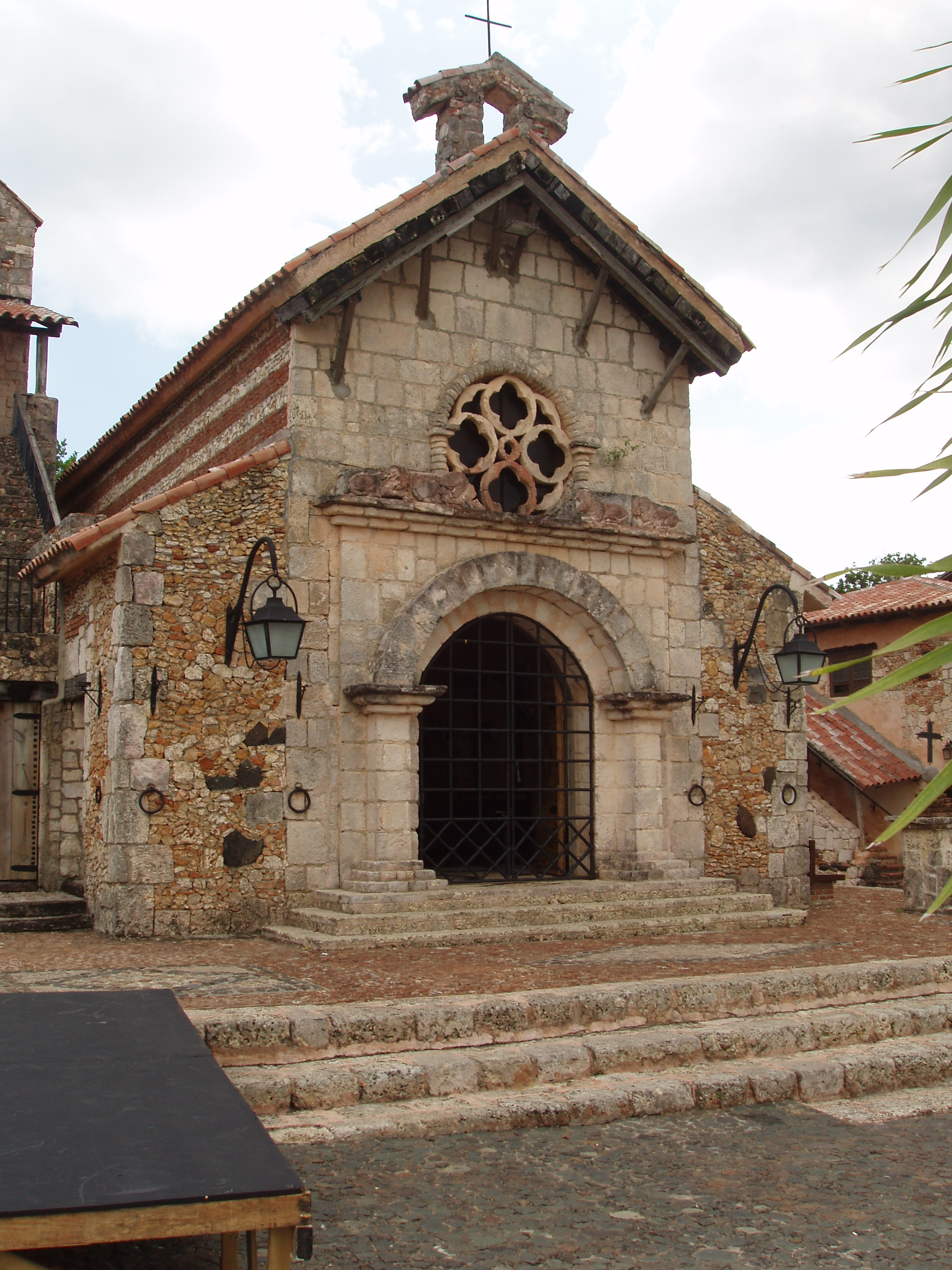
Sint Stanislaskerk (Iglesia San Estanislao de Cracovia) in Altos de Chavón.

Altos de Chavón is de grootste attractie van La Romana in de Dominicaanse Republiek. Het is de reconstructie van een Europees middeleeuws dorp, ontworpen door Roberto Copa (voormalig decorontwerper bij Paramount Pictures) en Charles Bluhdorn (een Amerikaans industrieel).
De bouw van het dorp begon in 1976, toen ten bate van de bouw van een nabijgelegen weg met een brug over de rivier de Chavón een steenberg moest worden opgeblazen. Charles Bludhorn, voorzitter van de Gulf+Western, een conglomeraat dat sinds 1967 onder de naam South Puerto Rico Sugar Company actief was in La Romana, vatte het idee op de stenen te gebruiken voor de bouw van een 16e-eeuws mediterraan dorp. Begin jaren tachtig werd de bouw voltooid.
De Sint-Stanislaskerk (Iglesia San Estanislao de Cracovia) in het dorpje is een populaire locatie voor huwelijksvoltrekkingen. De kerk is genoemd naar de Poolse patroonheilige Stanislaus van Krakau, ter gelegenheid van het bezoek dat paus Johannes Paulus II in 1979 aan Dominicaanse Republiek bracht waarbij de paus wat as van de heilige achterliet op het eiland. In deze kerk trouwde in 2004 Louis Alphonse de Bourbon met de Venezolaanse María Margarita de Vargas y Santaella.
In het amfitheater, met 5.000 zitplaatsen, traden 20e-eeuwse artiesten zoals de Pet Shop Boys, Frank Sinatra en Julio Iglesias op.
Bestuurlijk is  Altos de Chavón  een gehucht (paraje) van de gemeente La Romana in de gelijknamige provincie.
- Library of Congress Control Number: n82215130
- Nationale Bibliotheek van Israël: 987007555250305171
- Virtual International Authority File: 133721648
- WorldCat: E39PBJdrDy3dBw3HMVjpDdPvpP